# Gymnocalycium horstii
Gymnocalycium horstii (Buining, 1970) es una especie de cactus del Género Gymnocalycium.

## Distribución
Es originaria de Caçapava, Río Grande do Sul, Brasil.

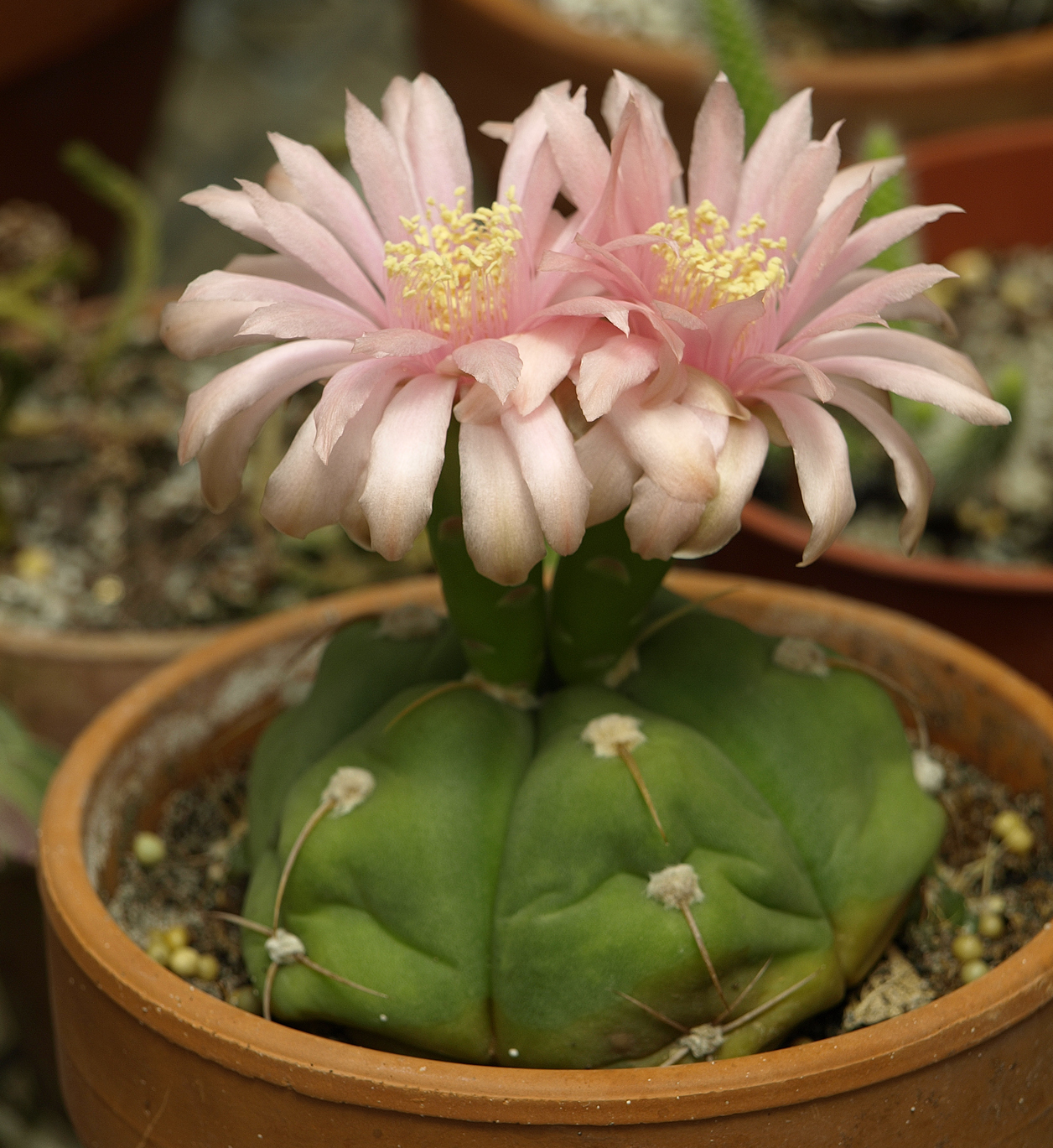
Detalle de la planta en flor

## Características
El tallo es globular, ramificado en la base, color verde claro brillante y de 9 a 12 cm de diámetro. Tiene 5 a 6 costillas lisas, tuberculadas. Las aréolas algo ovaladas, grandes, afieltradas y existen 3 en cada costilla. Presenta cinco espinas amarillas claras, radiales, distanciadas y dirigidas hacia afuera, a excepción de una de 2,5 a 4 cm dirigida hacia abajo. Flores con el tubo floral recubierto de pequeñas escamas rosadas y miden de 10 a 12 cm. El interior de los pétalos varían del lila al blanco, con una banda mediana rosa; mientras que la exterior es rosada. Fruto ovalado y verde glauco. 
- Variedad buenekeri: tallo verde oscuro y flores rojas a rosa oscuras.

## Cultivo
Multiplicación mediante vástago basal o semilla. 

## Observaciones
Sol moderado y ligero calor invernal. Temperatura media mínima 11 °C. Buen riego en verano, seco en invierno.

## Taxonomía
Gymnocalycium horstii fue descrita por Albert Frederik Hendrik Buining y publicado en Kakteen und andere Sukkulenten 21: 162. 1970.
Etimología
Gymnocalycium: nombre genérico que deriva del griego,  γυμνός (gymnos) para "desnudo" y κάλυξ ( kalyx ) para "cáliz" = "cáliz desnudo", donde refiere a que los brotes florales no tienen ni pelos ni espinas.
horstii epíteto otorgado en honor del recolector argentino de cactus Leopoldo Horst (1918–1987).
Sinonimia
- Gymnocalycium horstii subsp. megalanthum Amerh.	[4]